# Erro (beisebol)
No beisebol, um erro (error, E) é o ato, no julgamento do anotador oficial, do defensor errar um lance de maneira que permita a um rebatedor ou corredor alcançar uma ou mais bases adicionais, quando tal avanço seria prevenido pelo “esforço normal” do defensor.
Um erro não conta como uma rebatida a menos que, no julgamento do anotador, o rebatedor teria chegado à primeira base salvo mas uma ou mais das bases adicionais alcançadas foram resultado do erro do defensor. Nesse caso, a jogada será contada tanto como uma rebatida quanto um erro. Similarmente, um rebatedor não recebe crédito por uma corrida impulsionada quando esta é anotada num erro, a não ser que o anotador defina que ela seria anotada mesmo se o defensor não tivesse errado. Por exemplo, se um rebatedor rebate uma bola ao campo externo para o que deveria ser um fly de sacrifício, e o defensor deixa cair a bola num erro, o rebatedor ainda receberá crédito pelo fly de sacrifício e a corrida impulsionada.
Se uma jogada devesse resultar numa escolha do defensor com um corredor sendo eliminado e o rebatedor chegando em base a salvo, mas o corredor fica salvo devido a um erro, então a jogada será anotada como uma escolha do defensor, com nenhuma rebatida sendo creditada ao rebatedor, e um erro marcado para o defensor.
Bolas passadas e wild pitches são categorias estatísticas separadas e não são anotadas como erros.